# Plantation de Berkeley
Pour les articles homonymes, voir Berkeley.
La plantation de Berkeley, également appelée Harrisson's Landing, est une plantation esclavagiste située dans l'État de Virginie, à l'est des États-Unis.

## Historique
Il s'agit de l'un des premiers domaines du pays. Située sur les bords de la James River, cette plantation a été baptisée en l'honneur de Sir William Berkeley (1605-1677), un gouverneur de la colonie de Virginie.
Benjamin Harrison IV bâtit la demeure en 1726. Son fils, né dans le domaine de la plantation Berkeley, Benjamin Harrison V, était l'un des signataires de la Déclaration d'indépendance des États-Unis d'Amérique de 1776. Il devint gouverneur de Virginie. Son fils William Henry Harrison fut l'un des héros de la bataille de Tippecanoe, gouverneur du Territoire de l'Indiana et enfin neuvième président des États-Unis.
À la mort de Benjamin Harrison V en 1791, 110 esclaves travaillent dans la plantation.
Pendant la guerre de Sécession (1861-1865), les troupes de l'Union occupèrent la plantation Berkeley et le président Abraham Lincoln la visita deux fois au cours de l'été 1862. C'est près de Harrisson's Landing et durant cette période, que la sonnerie aux morts trouve son origine.
Après la guerre, les Harrison perdirent la propriété qui fut laissée à l'abandon.
En 1907, elle est achetée par John Jamieson. Son fils, Malcolm Jamieson, hérita de la propriété en 1927 et la restaura avec sa femme.